# Marie Prouvensier
Marie Prouvensier (12 de março de 1994) é uma handebolista profissional francesa, medalhista olímpica.

## Carreira
Marie Prouvensier fez parte do elenco medalha de prata na Rio 2016.